# Mr. Turner (pel·lícula)
Mr. Turner és una pel·lícula de drama biogràfic de coproducció britànica-francesa-alemanya de l'any 2014, escrita i dirigida per Mike Leigh i protagonitzada per Timothy Spall, Dorothy Atkinson, Marion Bailey i Paul Jesson. Aquesta pel·lícula fa referència a la vida i la carrera del pintor anglès J. M. W. Turner (interpretat per Spall). Es va estrenar en la competició per la palma d'or en el Festival de Cannes 2014, on Timothy Spall va guanyar el premi al millor actor i, a més, el fotògraf Dick Pope va rebre el premi al millor artista-tècnic (Premi Vulcà). Es va doblar al català.

## Argument
És una mirada dels darrers 25 anys de l'artista J.M.W. Turner (Timothy Spall). Pregonament afectat per la mort del seu estimat pare, W. Turner es relaciona amorosament amb la seva minyona, manifesta un comportament excèntric i acaba establint una estreta relació, d'incògnit, amb la mestressa que li lloga l'habitació quan va al poble costaner on havia passat la infància, traslladant-se tots dos a Chelsea, on ell acaba morint. S'hi mostren les relacions amb altres artistes de l'època i amb els crítics, especialment John Ruskin, fins i tot les crítiques (negatives) de la Reina Victòria.

## Repartiment
- Timothy Spall: J. M. W. Turner
- Paul Jesson: el pare de Turner, William Turner, J. M. W.
- Dorothy Atkinson: Hannah Danby
- Marion Bailey: Sra. Booth
- Karl Johnson: Sr. Booth
- Ruth Sheen: Sarah Danby
- Sandy Foster: Evelina
- Amy Dawson: Georgiana Danby
- Lesley Manville: Mary Somerville
- Martin Savage: Benjamin Haydon
- Roger Ashton-Griffiths: Henry William Pickersgill
- Joshua McGuire: John Ruskin
- Robert Portal: Charles Lock Eastlake
- Jamie King: David Roberts
- James Norton: Francis Willoughby
- James Fleet: John Constable
- Sinead Matthews: Reina Victoria
- Tom Wlaschiha: Príncep Albert
- Richard Dixon: Sr. Manners
- Angie Wallis: Sra. Beaumont
- Michael Caine: Rev. Prendergast
- Peter Wight: Joseph Gillott
- Oliver Maltman: un actor de teatre

## Premis i nominacions

### Premis
- 2014: Premi a la interpretació masculina (Festival de Canes) per Timothy Spall

### Nominacions
- 2014: Palma d'Or
- 2015: Oscar a la millor banda sonora per Gary Yershon
- 2015: Oscar a la millor fotografia per Dick Pope
- 2015: Oscar al millor vestuari per Jacqueline Durran
- 2015: Oscar a la millor direcció artística per Suzie Davies i Charlotte Watts
- 2015: BAFTA a la millor fotografia per Dick Pope
- 2015: BAFTA al millor maquillatge i perruqueria per Christine Blundell i Lesa Warrener
- 2015: BAFTA al millor vestuari per Jacqueline Durran
- 2015: BAFTA al millor disseny de producció per Suzie Davies i Charlotte Watts